# Томми Бёрнс (боксёр)
Ноах Брюссо (фр. Noah Brusso) более известный как Томи Бёрнс (англ. Tommy Burns, 17 июня 1881, Чеслей, Онтарио, Канада — 10 мая 1955, Ванкувер, Канада) —  канадский боксёр-профессионал, чемпион мира в супертяжёлом весе. Первый и до сих пор единственный чемпион-тяж — уроженец Канады.
Спортивные заслуги Томми Бёрнса со временем были оценены сполна: он был введён в канадские Залы славы спорта и бокса, австралийский Зал славы бокса, Зал славы самого авторитетного боксёрского журнала The Ring, мировой Зал славы бокса (WBHOF), а в 1996 году стал членом и самого престижного для любого боксёра международного Зала славы бокса (IBHOF).

## Биография
В семье Brusso у родителей Фредерики и Дивана Томми был 12-м ребенком. Однако пятеро детей умерли ещё в младенчестве, поэтому мальчик рос в окружении 5 сестер – Матильды, Мэри, Эммы, Альт и Лавины, и двух братьев — Эдварда и Генри. Уже с самого детства Бернс любил участвовать во всевозможных школьных соревнованиях по борьбе.
В возрасте 10—12 лет он участвовал в школьном турнире по боксу, где занял первое место. Однако реакция отца была таковой, что мальчик должен был пойти работать, раз энергии в нём было хоть отбавляй. Так, ещё не окончив школу, Томми вынужден был её оставить и пойти работать к отцу на фабрику полировать мебель.
Но эта работа продлилась не долго. Когда юному боксеру было 12 лет, его семья переехала в Челси, где он вновь отправился в школу. Вскоре Диван Брас умирает, а мать Томми вновь выходит замуж. Семейство вынуждено вновь переехать, на этот раз в Престон. В 14 лет мальчик вновь бросает школу и идет работать на завод.
Бернс полюбил кататься на коньках и начал играть в хоккей за местные команды. Но соперники недолюбливали его за грубую и нетактичную игру. Когда Томми было 17 лет, он принял участие в чемпионате мира по конькобежному спорту. Однако проиграл, уступив своему сопернику ровно 1 секунду в гонке на 3 мили.

## Достижения
- Захватив мировую корону в тяжёлом весе, он удерживал её в 11 последовательных защитах, уступая по этому показателю только Джо Луису и Ларри Холмсу.
- Более того, Бёрнсу принадлежит абсолютный рекорд по защитам чемпионского звания в тяжёлом весе победой нокаутом – у Томми было 8 кряду таких.

## Интересные факты
- Самый низкорослый (170 см) чемпион мира в тяжёлом весе.
- Один из 3 граждан Канады, являющихся чемпионами мира в тяжёлом весе. Кроме него Тревор Бербик и Бермейн Стиверн.
- Единственный среди всех чемпионов-тяжеловесов, кто никогда на протяжении профессиональной карьеры не имел менеджера. Бёрнс всегда сам вёл переговоры по организации боёв и составлял контракты.